# Aeroportul Lugano
Aeroportul Lugano (IATA: LUG, ICAO: LSZA) este un aeroport din Cantonul Ticino, Elveția ce deservește zona Lugano. Aeroportul a fost tranzitat în 2021 de 647 de pasageri. A fost deschis în 1938 și numit după zona deservită.
Situat la o altitudine de 279 m, aeroportul dispune de 1 pistă.

## Infrastructură

### Piste
Aeroportul dispune de o singură pistă. Pista 01/19 are suprafața de asfalt și dimensiunile 1.415 m × 30 m. 